# Râul Chiuva
Râul Chiuva este un afluent al râului Chirui.

## Bazin hidrografic
Râul Chirui aparține bazinului hidrografic al râului Olt.

## Hărți
- Harta județului Harghita
- Harta Munții Harghita  Arhivat în 20 iulie 2008, la Wayback Machine.